# Austin Rivers
Austin James Rivers (Santa Mônica, 1 de agosto de 1992) é um jogador norte-americano de basquete profissional que atualmente joga no Minnesota Timberwolves da National Basketball Association (NBA).
Rivers jogou basquete universitário em Duke e foi selecionado pelo New Orleans Hornets como a 10º escolha geral no draft da NBA de 2012.
Em 16 de janeiro de 2015, Rivers se tornou o primeiro jogador na história da NBA a jogar para seu pai, o técnico Doc Rivers, então técnico do Los Angeles Clippers.

## Carreira no ensino médio
Em 2010, Rivers levou a Winter Park High School ao primeiro título estadual da escola com uma vitória por 76-57 contra a Dr. Phillips High School no Campeonato Estadual 6A. Ele marcou 23 pontos no jogo.
Em junho de 2010, Rivers fez parte da Seleção Americana que foi vencedora da medalha de ouro na Copa América Sub-18.
Em 5 de agosto de 2010, Rivers foi nomeado para o quinto jogo anual Boost Mobile Elite 24, onde foi nomeado co-MVP depois de ter 25 pontos, 4 rebotes e 4 assistências.
Em 30 de setembro de 2010, Rivers se comprometeu com Duke. Seu compromisso foi amplamente coberto pela ESPN e por várias outras redes de esportes, devido ao seu status de melhor recruta da classe de 2011. Ele assinou oficialmente com o programa em 16 de novembro de 2010.
Em 5 de março de 2011, Rivers liderou Winter Park ao bi-campeonato do Campeonato Estadual 6A com uma vitória por 52-44 sobre a Dr. Phillips High School, na qual ele teve 25 pontos, 11 rebotes e 4 roubos de bola. Rivers foi nomeado para o All-American e para o All-State.
| Informações de recrutamento | Informações de recrutamento                      | Informações de recrutamento | Informações de recrutamento | Informações de recrutamento | Informações de recrutamento |
| Nome | Cidade Natal                                     | Escola/Universidade         | Altura                      | Peso                        | Data da revisão             |
| --- | ------------------------------------------------ | --------------------------- | --------------------------- | --------------------------- | --------------------------- |
| Austin Rivers SG | Winter Park, Florida                             | Winter Park High            | 1.91 m                      | 79 kg                       | 30 de setembro de 2010      |
| Austin Rivers SG | Recrutamento: Rivais: Scout: 247sports: ESPN: 98 |                             |                             |                             |                             |
| Classificação geral de novatos: Scout: 3º \| Rivals: 1º \| ESPN: 3º |                                                  |                             |                             |                             |                             |
| - Nota: Em muitos casos, Scout, Rivals, 247Sports e ESPN podem entrar em conflito em suas listas de altura e peso, nestes casos, a média foi obtida. A ESPN mede os calouros numa escala de 0 a 100. - Fonte: |                                                  |                             |                             |                             |                             |

## Carreira universitária

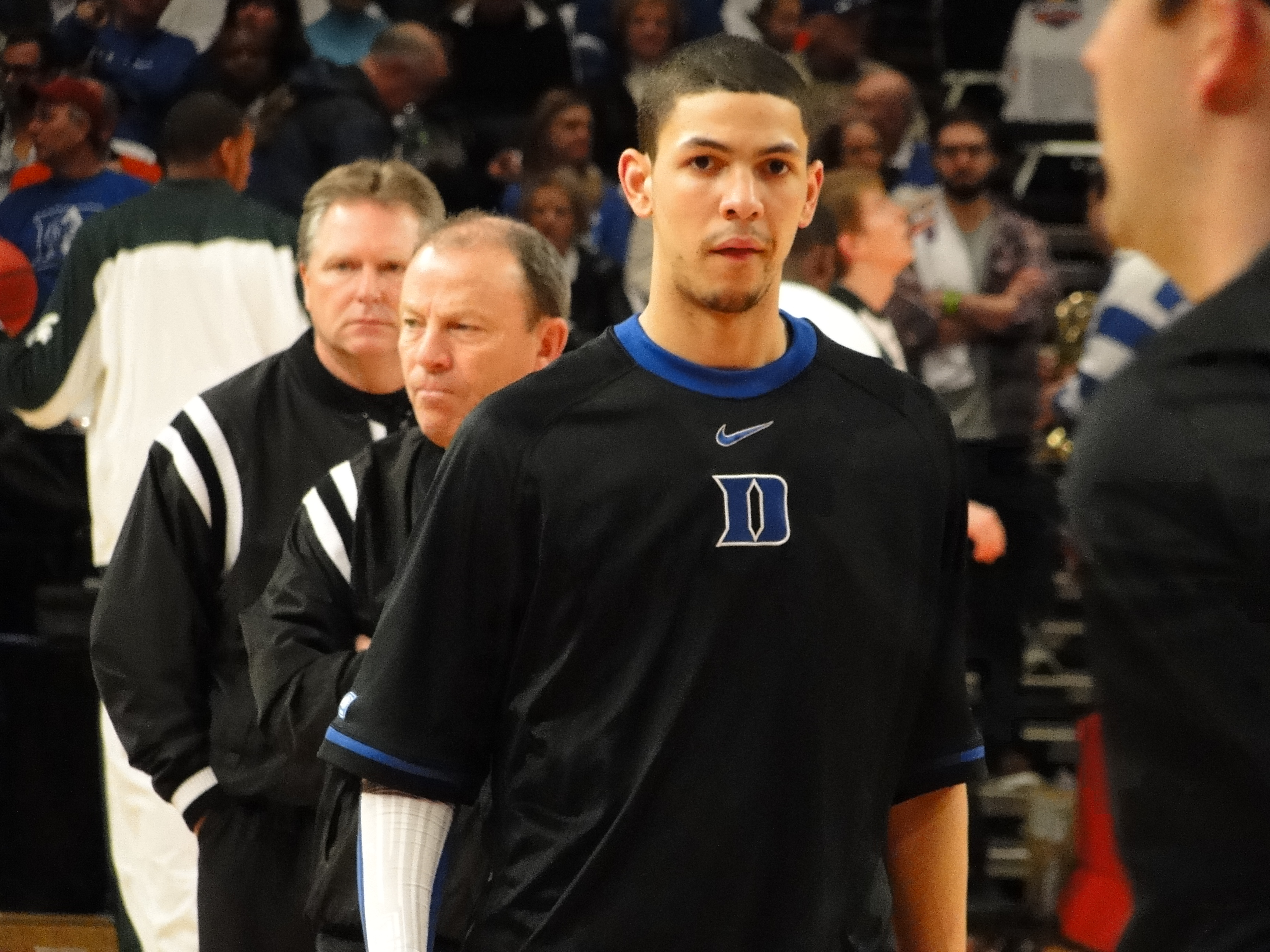
Rivers com Duke em 2011

Como calouro, Rivers participou dos jogos de exibição do Duke na China e em Dubai durante uma turnê internacional em agosto de 2011. No primeiro jogo, contra a Seleção Chinesa, ele marcou 18 pontos e levou Duke a uma vitória por 77– 64. No segundo jogo, também contra a seleção chinesa, Rivers marcou 12 pontos em uma vitória por 78-66. No jogo final disputado em Pequim, Rivers fez 11 pontos na vitória de Duke por 93–78. Na vitória de seu time por 86-66 sobre a Seleção Saudita, ele marcou 16 pontos.
Em 16 de março de 2012, a carreira universitária de Rivers terminou na "Rodada de 64" do Torneio da NCAA, quando Duke perdeu para Lehigh.
Em 26 de março de 2012, Rivers se declarou para o draft da NBA de 2012, abrindo mão de seus três anos finais de elegibilidade universitária.

## Carreira profissional

### New Orleans Hornets / Pelicans (2012–2015)

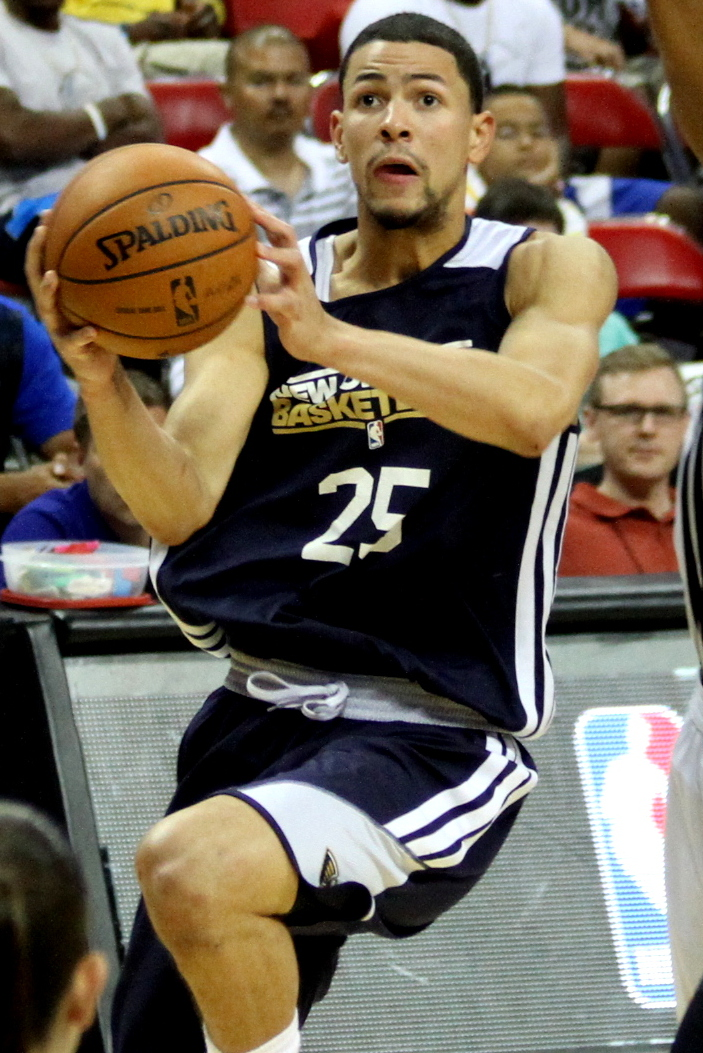
Rivers nos Pelicans durante a Summer League de 2013

Rivers foi selecionado pelo New Orleans Hornets como a décima escolha no draft da NBA de 2012. Rivers escolheu usar a camisa 25, o mesmo número que seu pai usava quando estava na NBA. Na noite anterior, Rivers disse: "Quero ser como meu pai, só que melhor." Em 24 de julho de 2012, Rivers assinou um contrato de 2 anos e US$4.5 milhões com os Hornets. Três dias depois, Rivers foi submetido a uma cirurgia bem-sucedida para limpar esporões ósseos em seu tornozelo direito.
Em 31 de outubro de 2012, Rivers fez sua estreia na NBA na abertura da temporada dos Hornets contra o San Antonio Spurs. Em 24 minutos como titular, ele marcou 7 pontos em uma derrota por 99-95. Em 14 de dezembro, ele marcou 27 pontos na derrota por 113-102 para o Minnesota Timberwolves. Em 6 de março de 2013, Rivers quebrou a mão e posteriormente precisou de uma cirurgia que o obrigou a perder o restante da temporada.
Em abril de 2013, o Hornets mudou seu nome para Pelicans.
Em 16 de outubro de 2013, os Pelicans exerceram sua opção de renovação no contrato de Rivers, estendendo o contrato até a temporada de 2014-15. Em 12 de abril de 2014, Rivers registrou 20 pontos e 10 rebotes na derrota de 111-104 para o Houston Rockets.
Em 24 de outubro de 2014, os Pelicans se recusaram a exercer sua opção de renovação, não estendendo o contrato até a temporada de 2015-16. Em 20 de dezembro de 2014, ele marcou 21 pontos em uma derrota por 114-88 para o Portland Trail Blazers.

### Los Angeles Clippers (2015–2018)

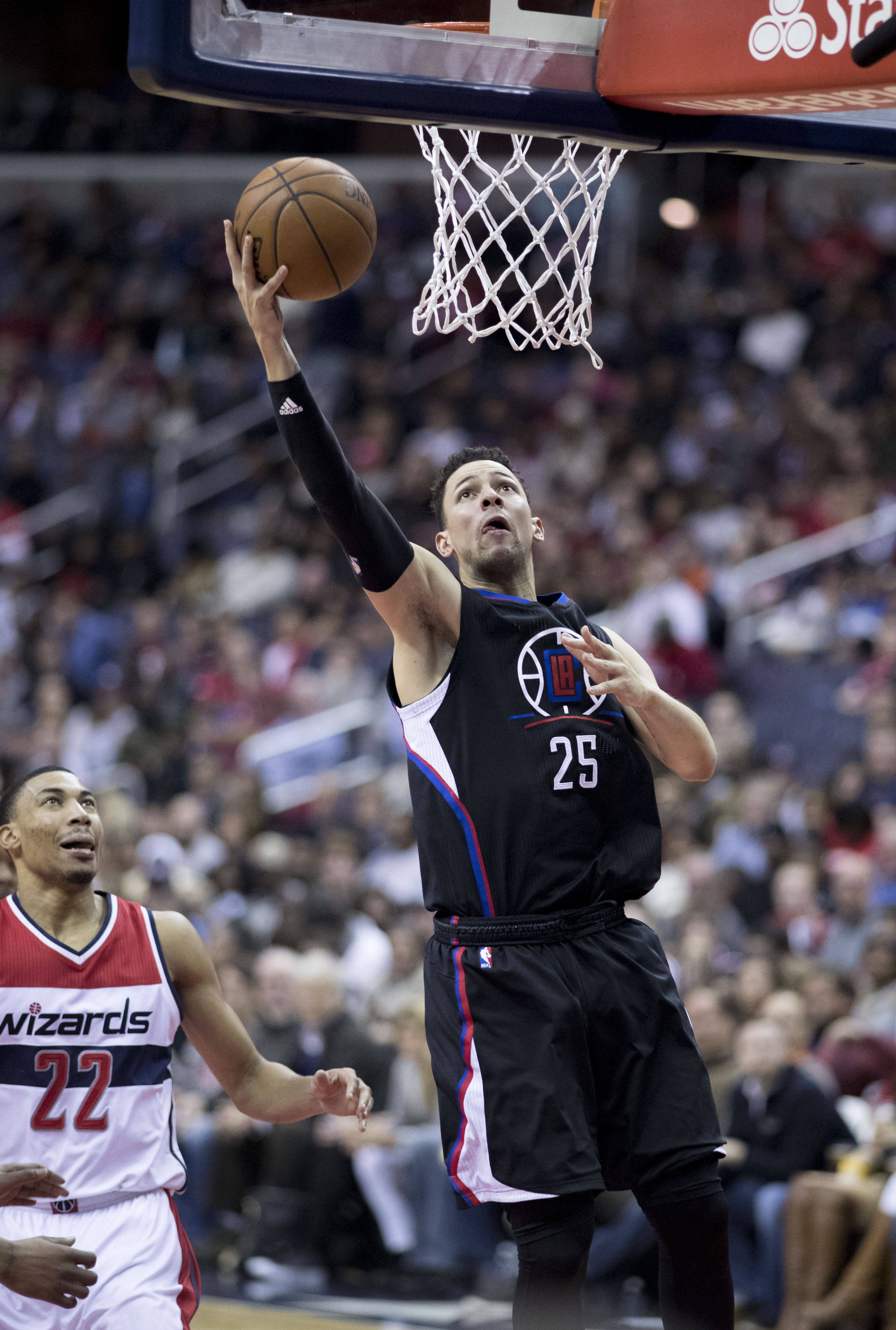
Rivers fazendo uma bandeja em 2016

Em 12 de janeiro de 2015, Rivers foi negociado com o Boston Celtics em uma troca de três equipes que também envolveu o Memphis Grizzlies. Três dias depois, ele se juntou a seu pai, Doc Rivers, no Los Angeles Clippers depois de ser negociado em uma troca de três times que também envolveu o Phoenix Suns.
Em 16 de janeiro, Rivers fez sua estreia pelos Clippers e se tornou o primeiro filho a jogar com seu pai como técnico em um jogo da NBA. Em 21 de fevereiro, Rivers marcou 28 pontos na vitória por 129-98 sobre o Sacramento Kings. Em 8 de maio, ele marcou 25 pontos na vitória dos Clippers por 124-99, que deu a eles uma vantagem de 2-1 nas semifinais da Conferência Oeste contra o Houston Rockets.
Em 13 de julho de 2015, Rivers assinou um contrato de 2 anos e US$6.5 milhões com os Clippers. Em 6 de fevereiro de 2016, ele foi afastado por quatro a seis semanas com a mão esquerda quebrada. Em 31 de março, ele marcou 32 pontos na derrota por 119-117 para o Oklahoma City Thunder. Em 29 de abril, Rivers registrou 21 pontos e oito assistências contra o Portland Trail Blazers no Jogo 6 da primeira rodada dos playoffs. No entanto, com uma derrota por 106-103, os Clippers foram eliminados dos playoffs. No jogo, Rivers tomou 11 pontos acima de seu olho esquerdo em uma colisão no primeiro quarto.
Em 8 de julho de 2016, Rivers assinou um contrato de 3 anos e US$35.5 milhões com os Clippers. Em 14 de dezembro de 2016, ele marcou 25 pontos na vitória por 113-108 sobre o Orlando Magic. Em 4 de janeiro de 2017, ele marcou 28 pontos em uma vitória por 115-106 sobre o Memphis Grizzlies. Ele teve as maiores médias de sua carreira durante a temporada regular: 12,0 pontos, 2,2 rebotes e 2,8 assistências. Devido a uma distensão no tendão esquerdo, Rivers perdeu os últimos seis jogos da temporada regular e os quatro primeiros jogos dos playoffs antes de retornar no Jogo 5 da primeira rodada contra o Utah Jazz.
Em 3 de dezembro de 2017, Rivers marcou 30 pontos na derrota de 112-106 para o Minnesota Timberwolves. Em 22 de dezembro de 2017, ele marcou 36 pontos na vitória por 128-118 sobre o Houston Rockets. Na noite seguinte, ele marcou 38 pontos na derrota por 115-112 para o Memphis Grizzlies. Rivers perdeu 18 jogos entre o final de dezembro e o início de fevereiro com uma contusão no calcanhar.

### Washington Wizards (2018)
Em 26 de junho de 2018, Rivers foi negociado com o Washington Wizards em troca de Marcin Gortat. Em 17 de dezembro de 2018, Rivers foi negociado, junto com Kelly Oubre Jr., para o Phoenix Suns em troca de Trevor Ariza. Rivers foi dispensado pelos Suns no dia seguinte.

### Houston Rockets (2018–2020)

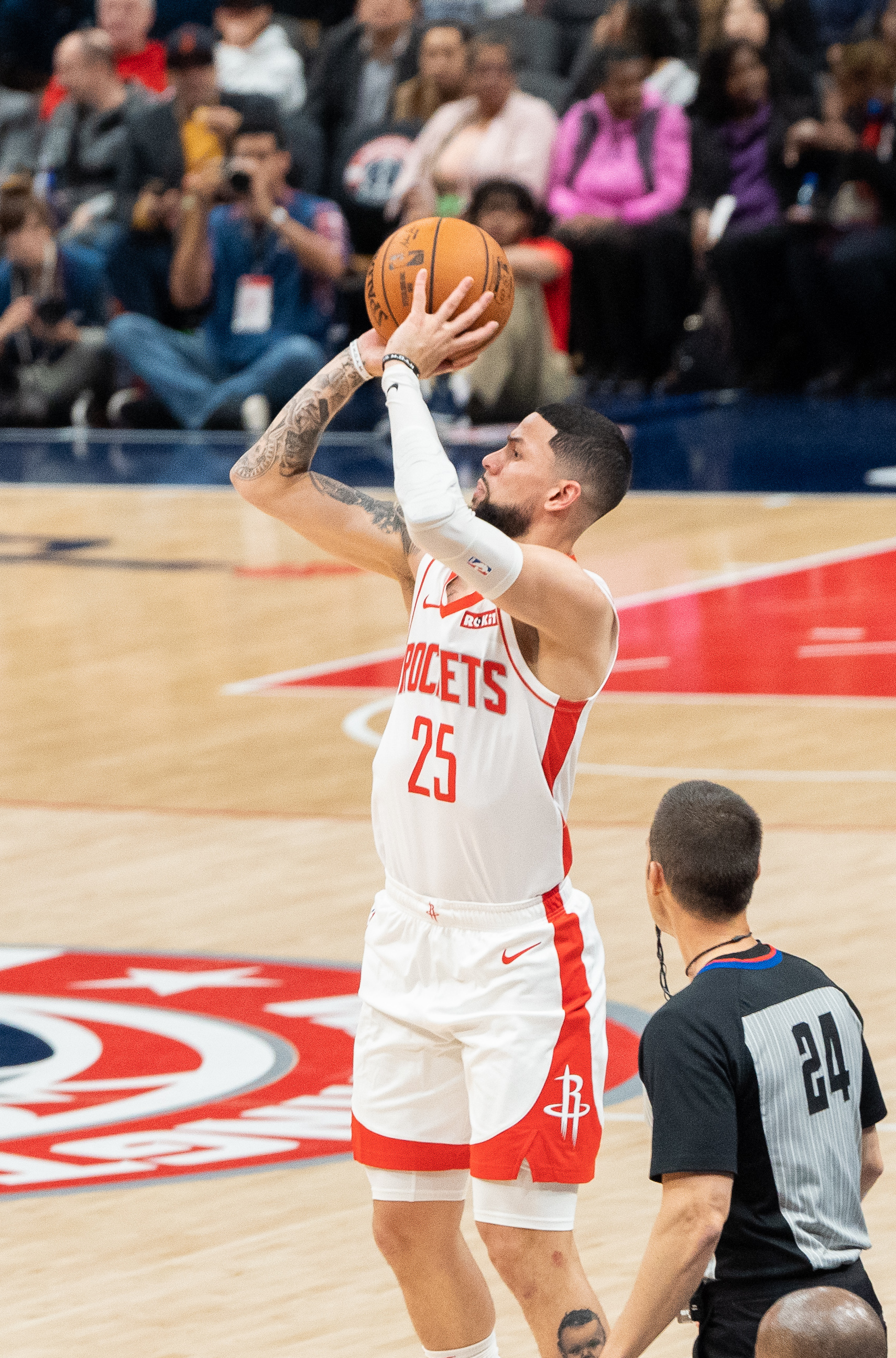
Rivers arremessando.

Em 24 de dezembro de 2018, Rivers assinou um contrato de 1 ano e US$1.1 milhão com o Houston Rockets.
Em 5 de janeiro de 2019, ele marcou 21 pontos na derrota por 110–101 para o Portland Trail Blazers. Em 7 de abril, em uma vitória por 149–113 contra o Phoenix Suns, Rivers fez a 27ª cesta de três pontos com 1:09 restantes no quarto quarto, batendo o recorde anterior dos Rockets de mais cestas de três pontos por uma equipe em um jogo (26).
Ele jogou em 47 jogos com médias de 8,7 pontos, 2,3 assistências e 1,9 rebotes em 28,6 minutos. Os Rockets ganhou 72% de seus jogos após assinar com Rivers. Ele foi titular em 13 jogos consecutivos de 31 de dezembro a 25 de janeiro e teve médias de 11,6 pontos, 3,8 assistências e 2,7 rebotes em 38,1 minutos.
Em 9 de agosto de 2020, Rivers marcou 41 pontos na vitória por 129-112 sobre o Sacramento Kings na bolha de Orlando.

### New York Knicks (2020–2021)
Em 27 de novembro de 2020, Rivers assinou um contrato de 3 anos e US$9.9 milhões com o New York Knicks. Em 25 de março de 2021, Rivers foi negociado com o Oklahoma City Thunder em uma troca de três equipes e foi dispensado três dias depois.

### Denver Nuggets (2021–2022)
Em 20 de abril de 2021, o Denver Nuggets assinou um contrato de 10 dias com Rivers após uma lesão de Jamal Murray. Dez dias depois, ele foi contratado para o resto da temporada.
Em 1º de setembro de 2021, Rivers assinou um contrato de 1 ano e US$2.4 milhões com os Nuggets.

### Minnesota Timberwolves (2022–Presente)
Em 14 de julho de 2022, Rivers assinou um contrato de um ano e US$2.9 milhões com o Minnesota Timberwolves.
Em 4 de fevereiro de 2023, Rivers foi suspenso pela NBA por quatro jogos sem remuneração devido ao seu envolvimento em uma briga durante um jogo contra o Orlando Magic no dia anterior. Durante a briga, Rivers deu socos em Mo Bamba.

## Estatísticas da carreira

### NBA

#### Temporada regular
| Ano      | Equipe        | PJ  | PT  | MPJ  | AP   | 3P   | LL   | RT  | AS  | BR  | TO | PPJ  |
| -------- | ------------- | --- | --- | ---- | ---- | ---- | ---- | --- | --- | --- | -- | ---- |
| 2012–13  | New Orleans   | 61  | 26  | 23.2 | .372 | .326 | .546 | 1.8 | 2.1 | .4  | .1 | 6.2  |
| 2013–14  | New Orleans   | 69  | 4   | 19.4 | .405 | .364 | .636 | 1.9 | 2.3 | .7  | .1 | 7.7  |
| 2014–15  | New Orleans   | 35  | 3   | 22.1 | .387 | .280 | .746 | 1.9 | 2.5 | .5  | .2 | 6.8  |
| 2014–15  | L.A. Clippers | 41  | 2   | 19.3 | .427 | .309 | .582 | 2.0 | 1.7 | .7  | .2 | 7.1  |
| 2015–16  | L.A. Clippers | 67  | 7   | 21.9 | .438 | .335 | .681 | 1.9 | 1.5 | .7  | .1 | 8.9  |
| 2016–17  | L.A. Clippers | 74  | 29  | 27.8 | .442 | .371 | .691 | 2.2 | 2.8 | .7  | .1 | 12.0 |
| 2017–18  | L.A. Clippers | 61  | 59  | 33.7 | .424 | .378 | .642 | 2.4 | 4.0 | 1.2 | .3 | 15.1 |
| 2018–19  | Washington    | 29  | 2   | 23.6 | .392 | .311 | .543 | 2.4 | 2.0 | .6  | .3 | 7.2  |
| 2018–19  | Houston       | 47  | 13  | 28.6 | .413 | .321 | .510 | 1.9 | 2.3 | .6  | .3 | 8.7  |
| 2019–20  | Houston       | 68  | 4   | 23.4 | .421 | .356 | .703 | 2.6 | 1.7 | .7  | .1 | 8.8  |
| 2020–21  | New York      | 21  | 2   | 21.0 | .430 | .364 | .714 | 2.2 | 2.0 | .6  | .0 | 7.3  |
| 2020–21  | Denver        | 15  | 5   | 26.9 | .418 | .375 | .706 | 2.3 | 2.6 | 1.2 | .1 | 8.7  |
| 2021–22  | Denver        | 67  | 18  | 22.1 | .417 | .342 | .727 | 1.7 | 1.3 | .8  | .1 | 6.0  |
| 2022–23  | Minnesota     | 52  | 10  | 19.5 | .435 | .350 | .769 | 1.6 | 1.4 | .5  | .1 | 4.9  |
| Carreira | Carreira      | 707 | 184 | 23.7 | .415 | .341 | .656 | 2.0 | 2.1 | .7  | .1 | 8.2  |

#### Playoffs
| Ano      | Equipe        | PJ | PT | MPJ  | AP   | 3P   | LL    | RT  | AS  | BR  | TO | PPJ  |
| -------- | ------------- | -- | -- | ---- | ---- | ---- | ----- | --- | --- | --- | -- | ---- |
| 2015     | L.A. Clippers | 14 | 2  | 17.9 | .438 | .371 | .632  | 1.7 | 1.1 | .7  | .3 | 8.4  |
| 2016     | L.A. Clippers | 6  | 2  | 24.0 | .426 | .235 | .667  | 2.7 | 2.7 | .5  | .0 | 10.3 |
| 2017     | L.A. Clippers | 3  | 2  | 30.1 | .346 | .308 | 1.000 | 2.7 | .7  | .3  | .3 | 8.0  |
| 2019     | Houston       | 10 | 0  | 21.5 | .435 | .457 | .667  | 2.1 | 1.0 | .5  | .1 | 7.4  |
| 2020     | Houston       | 12 | 0  | 17.6 | .311 | .257 | .769  | 2.5 | 1.3 | .6  | .1 | 4.8  |
| 2021     | Denver        | 10 | 9  | 30.5 | .435 | .413 | .813  | 1.7 | 2.1 | .2  | .3 | 9.2  |
| 2022     | Denver        | 5  | 0  | 21.6 | .444 | .333 | 1.000 | .6  | 1.2 | 1.4 | .2 | 4.2  |
| 2023     | Minnesota     | 4  | 0  | 11.6 | .500 | .333 | –     | 1.3 | .3  | .3  | .0 | 2.5  |
| Carreira | Carreira      | 64 | 15 | 21.8 | .416 | .338 | .792  | 1.9 | 1.3 | .5  | .1 | 6.8  |

### Universitário
| Ano     | Equipe | PJ | PT | MPJ  | AP   | 3P   | LL   | RT  | AS  | BR  | TO | PPJ  |
| ------- | ------ | -- | -- | ---- | ---- | ---- | ---- | --- | --- | --- | -- | ---- |
| 2011–12 | Duke   | 34 | 33 | 33.2 | .433 | .365 | .658 | 3.4 | 2.1 | 1.0 | .0 | 15.5 |

Fonte:

## Vida pessoal
Rivers nasceu em Santa Monica, Califórnia, filho do ex-jogador e treinador, Doc Rivers e Kristen Rivers. Seu irmão mais velho, Jeremiah, jogava basquete em Georgetown e Indiana e mais tarde se juntou ao Maine Red Claws, enquanto sua irmã mais velha, Callie, jogava vôlei pela Universidade da Flórida e é casada com seu ex-companheiro de equipe de Duke, Seth Curry. Seu irmão mais novo, Spencer, jogou pela UC Irvine.
Ele recebeu o nome de Austin em homenagem ao ex-jogador do Cleveland Cavaliers, Austin Carr, enquanto seu nome do meio, James, é em homenagem a seu tio-avô Jim Brewer.

Seu primeiro filho com Brittany Hotard nasceu em 2018. O segundo filho de Rivers, um filho com Audreyana Michelle, nasceu em março de 2021.